# Marvel Super Heroes (videogioco)
Marvel Super Heroes  (マーヴル・スーパーヒーローズ?, Māburu Sūpā Hīrōzu) è un videogioco della Capcom per macchine da sala giochi coin-op prodotto nel 1995. Si tratta di un picchiaduro a incontri nel quale possono essere usati alcuni personaggi della Marvel Comics in un gameplay simile ai videogiochi della serie Street Fighter.
La storia ruota attorno a Thanos che cerca le gemme per completare il suo Guanto dell'Infinito. Il gioco è dedicato alla memoria di Jack Kirby, come scritto nei titoli di coda.

## Modalità di gioco
Il gioco consiste nell'affrontare diversi scontri 1 vs 1 tramite un gameplay fedele ai giochi di combattimento di Capcom si hanno 6 tasti: 3 pugni e 3 calci più il tasto Select. si prosegue vincendo gli scontri fino ad arrivare al boss finale Thanos e il suo guanto dell'Infinito.
Nel procedere del gioco si viene in possesso delle gemme dell'infinito o si cerca di far cadere quelle dell'avversario procurandogli un danno critico prima che le usi.
Le gemme danno vari aiuti temporanei quando attivate, se il giocatore ha più di una gemma può scegliere quale usare premendo il tasto Select, per attivarle si deve ruotare il tasto direzionale da giù verso dietro e premere i tre tasti pugno. Le gemme dopo essere state usate svaniscono.
| Gemma/Colore | Effetto                                   | Tipo       |
| ------------ | ----------------------------------------- | ---------- |
| Tempo        | aumenta la velocità di movimento          | agilità    |
| Potere       | aumenta il danno inflitto all'avversario  | offensiva  |
| Realtà       | permette di eseguire attacchi elementali  | offensiva  |
| Spazio       | aumenta la difesa come un'armatura        | difensiva  |
| Mente        | riempie la barra del Infinito             | ripristino |
| Anima        | riempie gradualmente la bara della salute | ripristino |

1. ↑  La gemma Realtà ha diversi attacchi che variano in relazione al tipo di tasto:

  - calcio/pugno forte: attacco elettrico
  - calcio/pugno medio: attacco di ghiaccio
  - calcio/pugno debole: attacco di fuoco
  - il tasto Select: lancia oggetti di pietra o esplosivi

### Personaggi disponibili
| Eroi                                                                    | Criminali                                        | Boss                                        |
| ----------------------------------------------------------------------- | ------------------------------------------------ | ------------------------------------------- |
| - Capitan America - Hulk - Iron Man - Spider-man - Wolverine - Psylocke | - Magneto - Fenomeno - Cuore Nero - Shuma-Gorath | - Thanos e Guanto Infinito - Dottor Destino |

### Personaggi giocabili segreti
- Anita, Thanos e Dottor Destino, sono selezionabili su console inserendo un codice di movimenti durante la selezione del personaggio.

Fanno un cameo nel gioco i seguenti personaggi: Thor, Adam Warlock, She-Hulk, Scarlet Witch, Vision, Iron Fist, Terraxia.

## Sequel
- In Marvel vs. Capcom 2: New Age of Heroes, ritorna un Thanos determinato a cercare le due gemme smarrite Time e Mind.
- In Marvel vs. Capcom: Infinite, la storia narra di Thanos che non possiede il Guanto dell'Infinito[2] e altri suoi alleati criminali, viene tradito e finirà per collaborare con Tony Stark e gli altri Eroi per avere la sua vendetta. Anche qui il gameplay è fortemente influenzato dalle gemme dell'infinito.[3]

Antologie
- Marvel vs Capcom: Origins (2012)[4][5] per Sony PSN e Xbox LIVE, successivamente rimosso nel dicembre 2014.[6]
- Marvel vs Capcom Fighting Collection: Arcade Classics (2024)[7]